# Farahabad
Farahabad és una vila de l'Iran al Mazanderan a 27 km al nord de Sari, a la desembocadura del riu Tidjin o Tidjan. Antigament es deia Tahan, però en una data entre 1611 i 1613 fou rebatejada Farahabad per Abbas I el Gran que hi va construir un palau. La ciutat fou poblada amb georgians. Abbas hi va residir tots els hiverns fins a la seva mort el 1629, temps en què fou la segona capital de Pèrsia. El palau es va conservar en perfecte estat tot el segle xvi i el XVII fins que el 1668 fou saquejat pel cosac Stenka Razin; noves destruccions es van produir a l'enfonsament dels safàvides al segle xviii i el 1744 un viatger europeu la va veure pràcticament abandonada. Ja mai es va recuperar i va restar una petita vila.